# Kalkara
Kalkara, Calcara – jedna z jednostek administracyjnych na Malcie. Mieszka tutaj 3 014 osób.
Znajduje się tu cmentarz marynarki wojennej oo. kapucynów, na którym są pochowani polscy lotnicy i marynarze. 
W Kalkara funkcjonuje studio filmowe Mediterranean Film Studios oraz park technologiczny SmartCity Malta.

## Turystyka
- Fort Ricasoli, fort z lat 1670-1698
- Fort Saint Rocco, fort z lat 1872-1873
- Fort Rinella, fort z lat 1878-1886
- RNH Bighi, były szpital brytyjskiej marynarki wojennej, obecnie znany jako Villa Bighi i mieści się w nim restauracja
- Kościół św. Barbary i braci kapucynów
- Kościół parafialny św. Józefa
- Villa Portelli
- Cmentarz marynarki

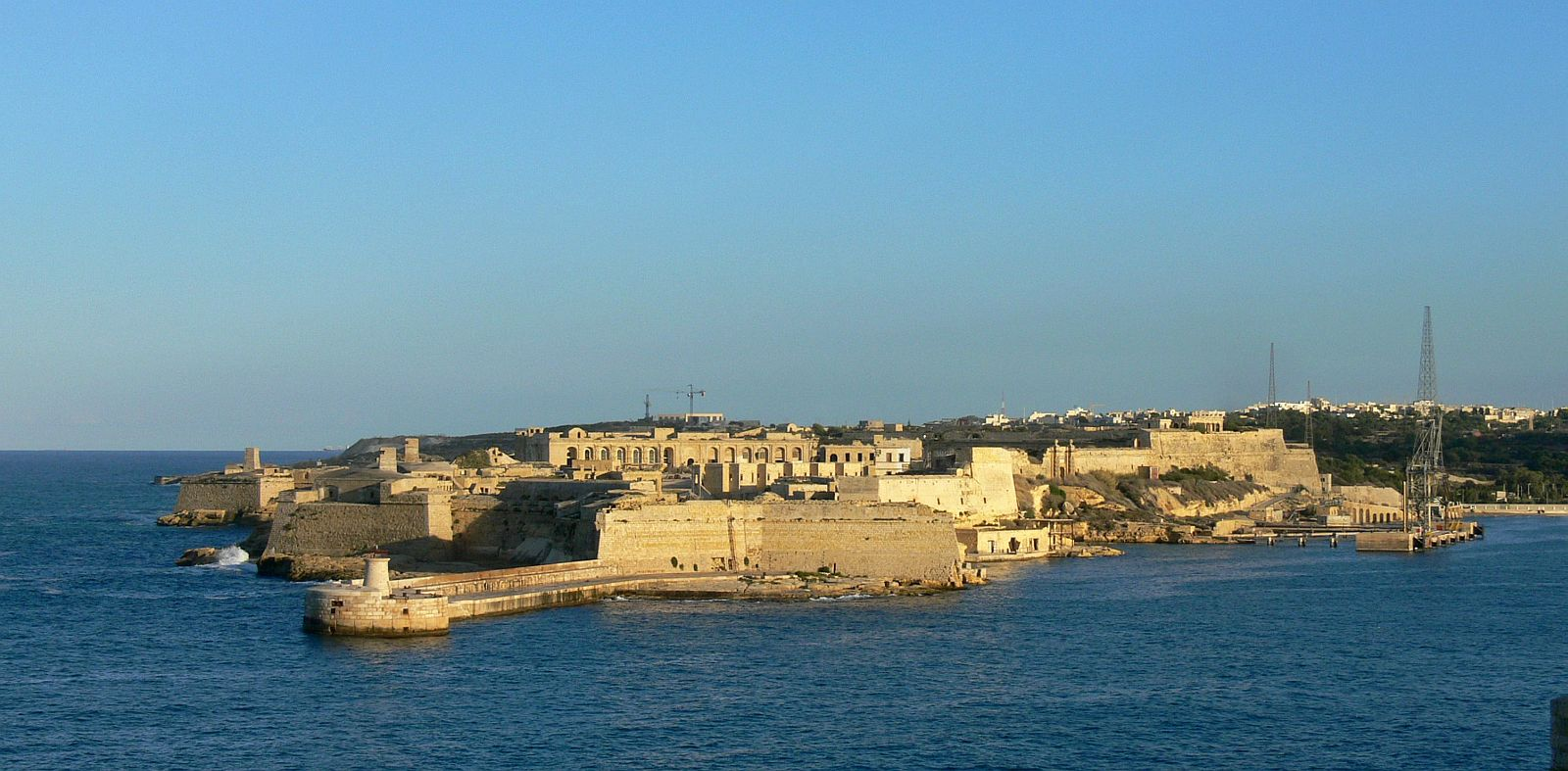
Fort Ricasoli
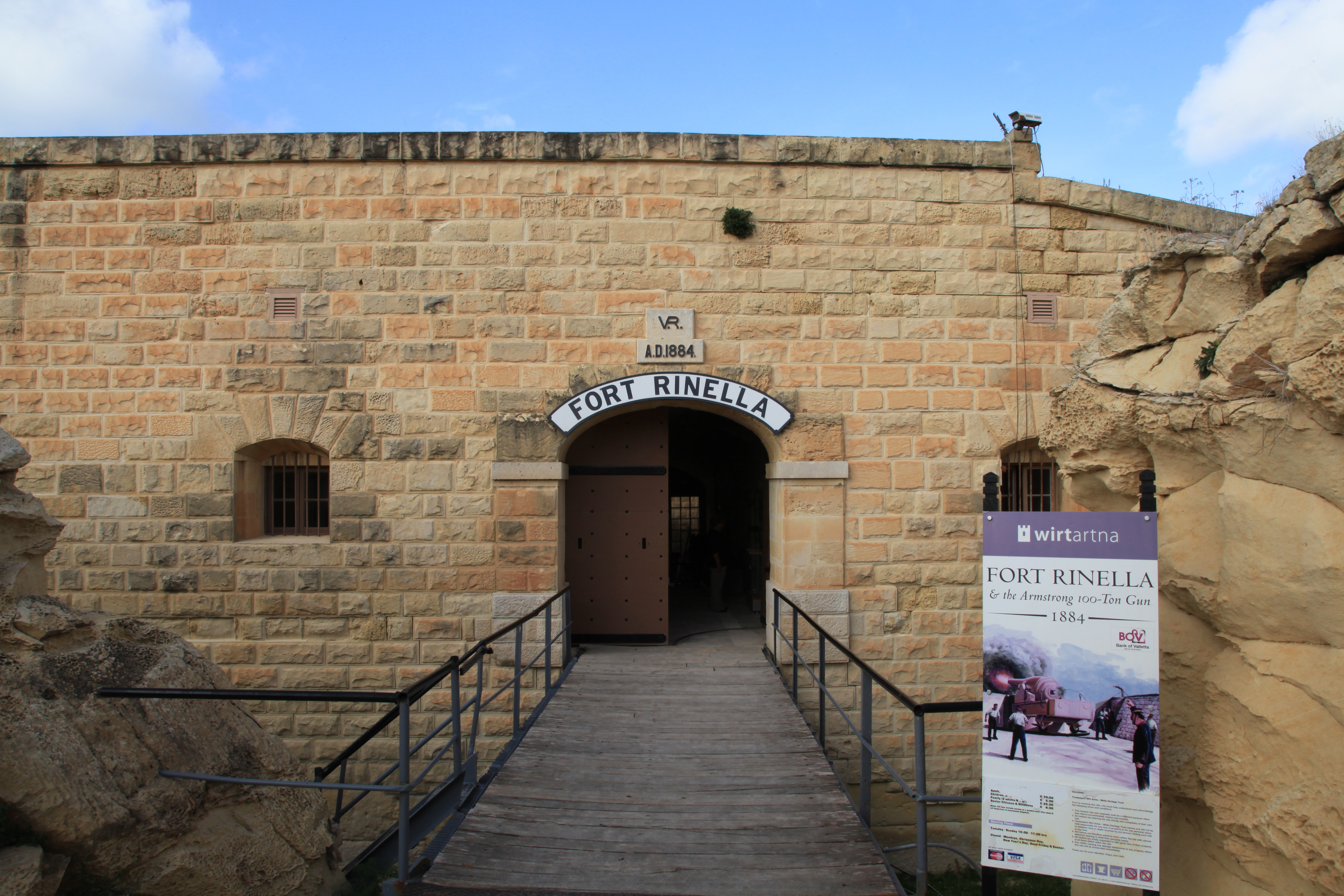
Fort Rinella
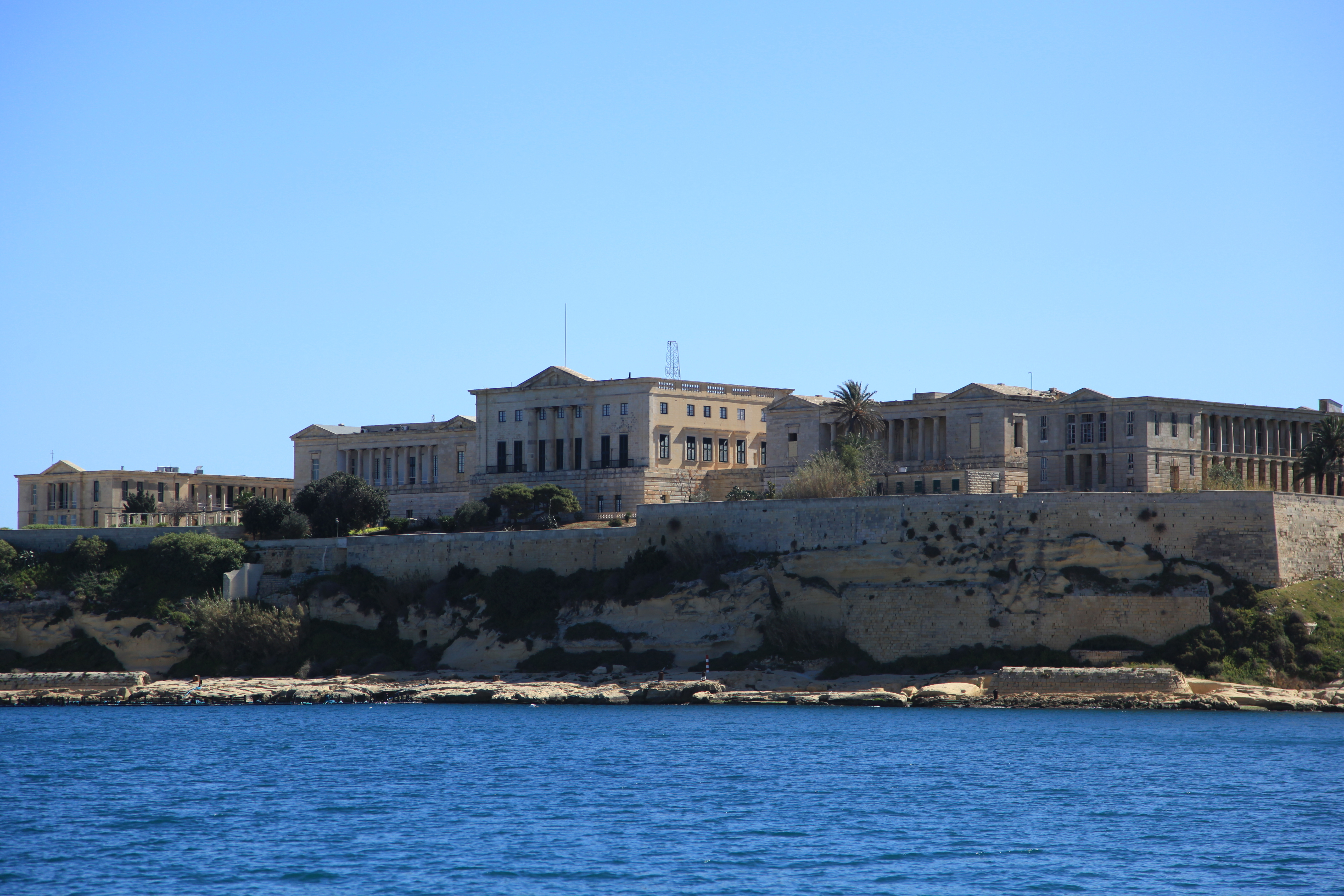
RNH Bighi
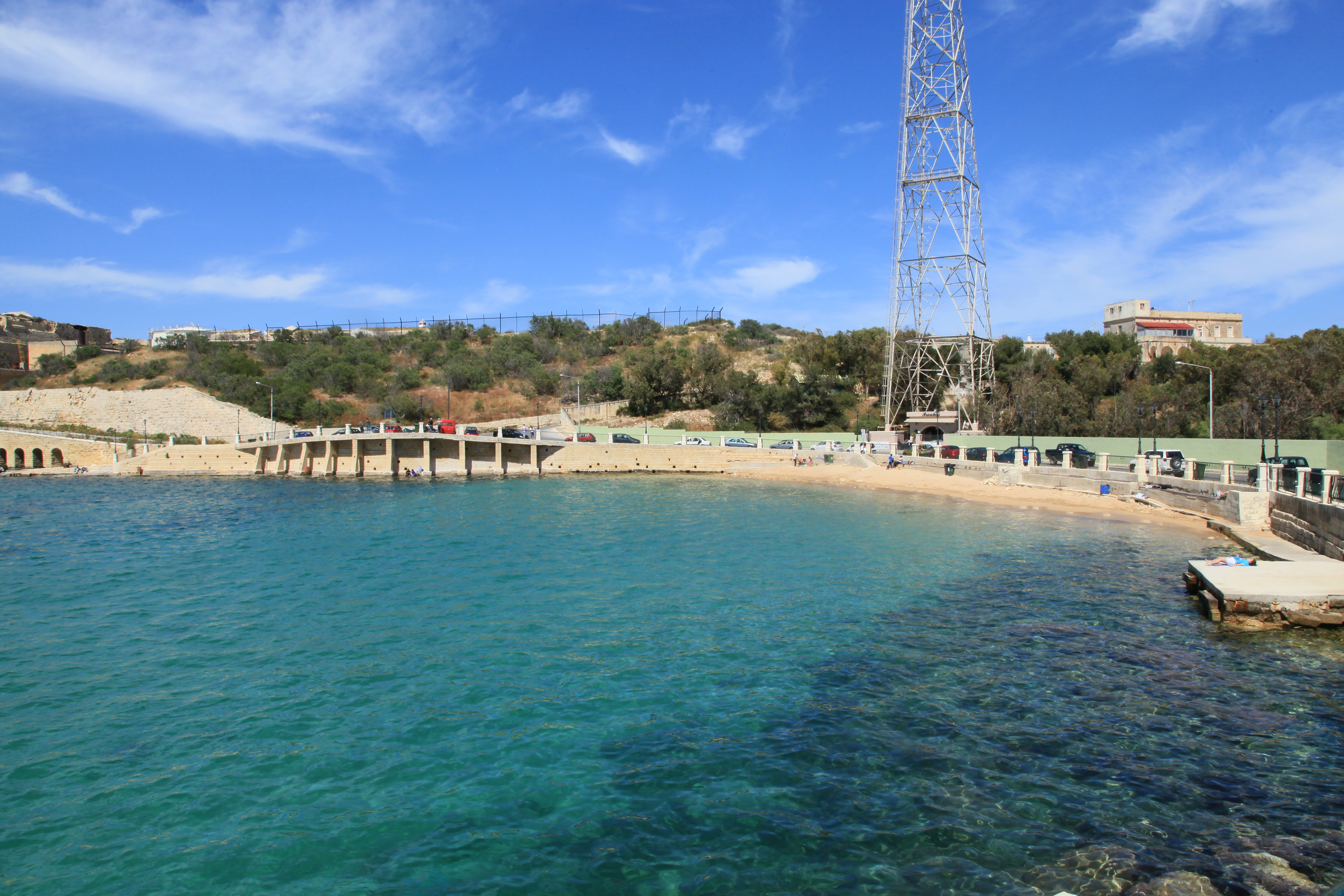
wieża i zatoka Rinella Bay
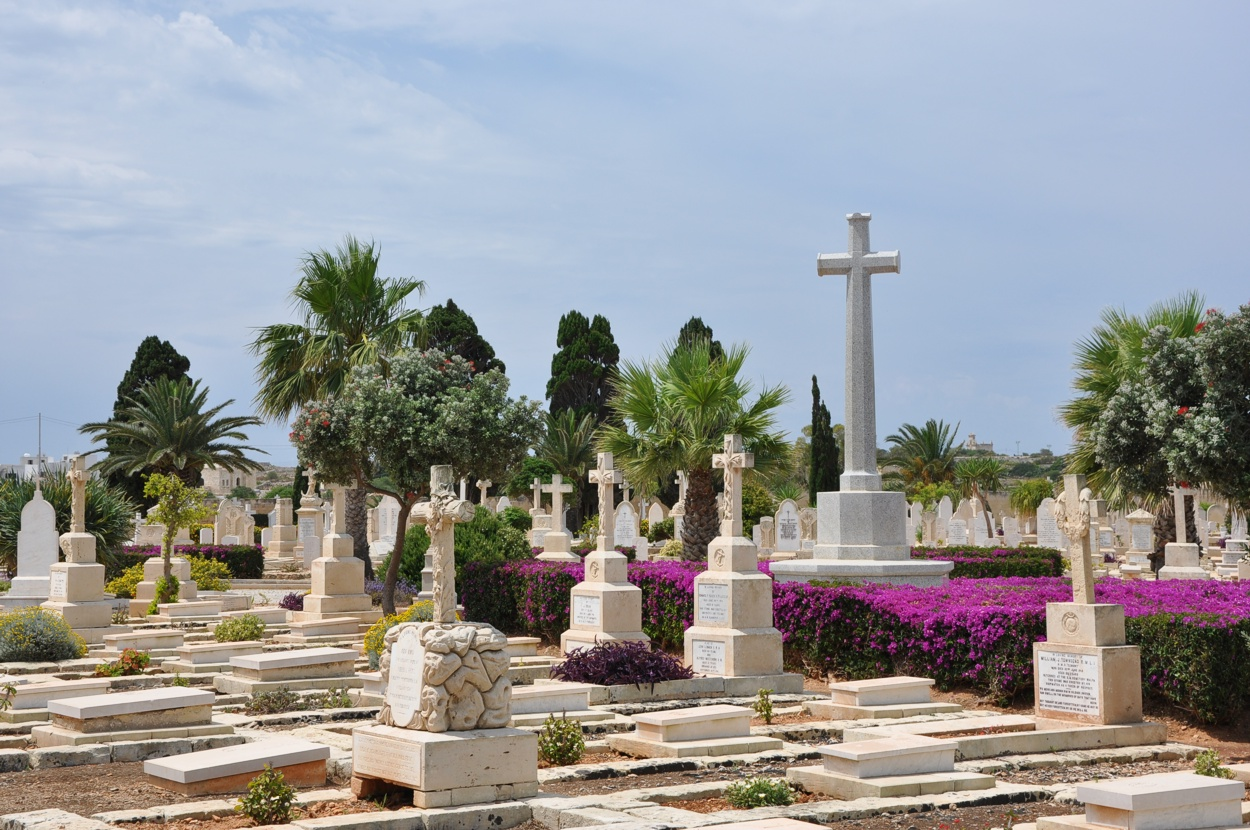
Cmentarz marynarki
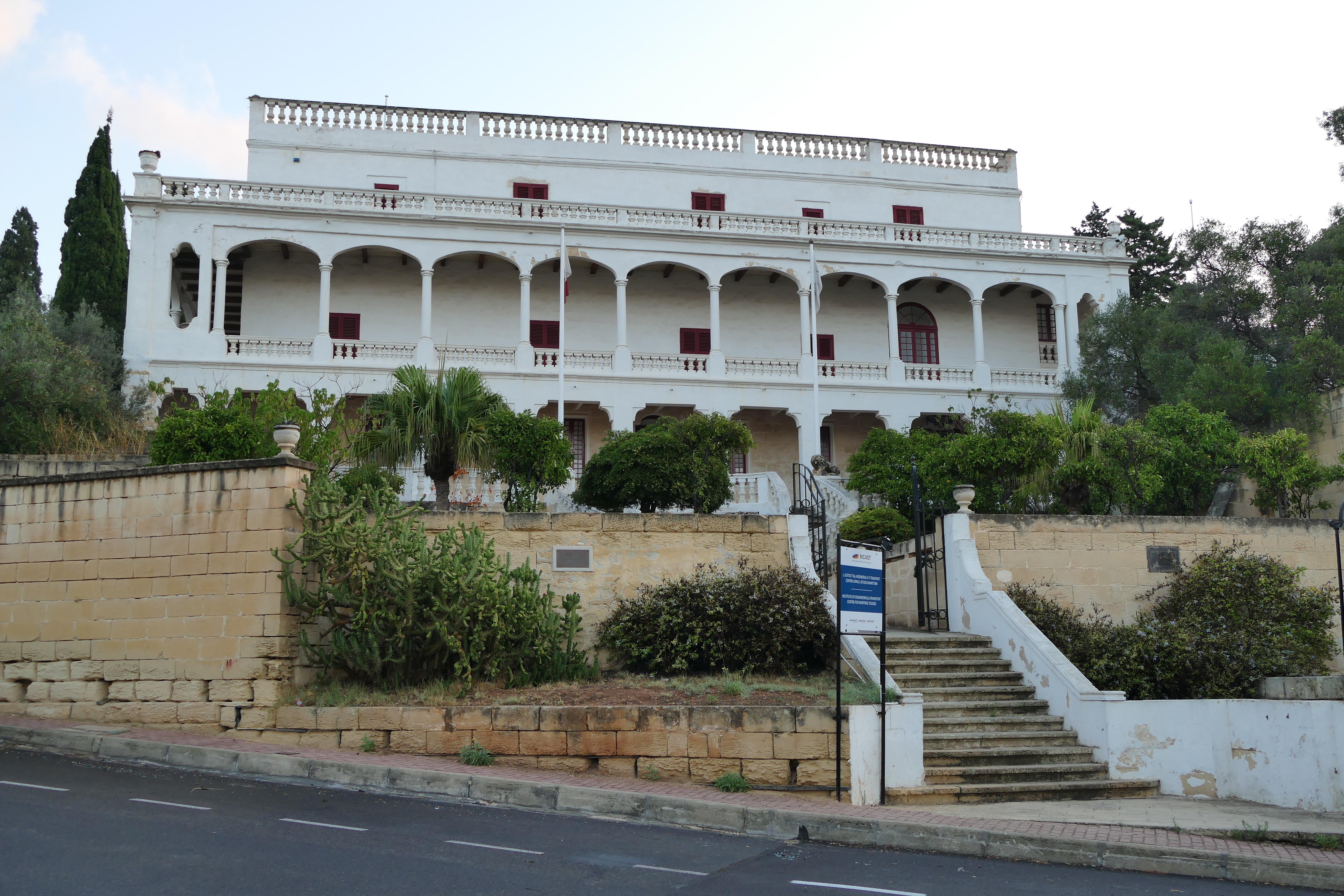
Villa Portelli
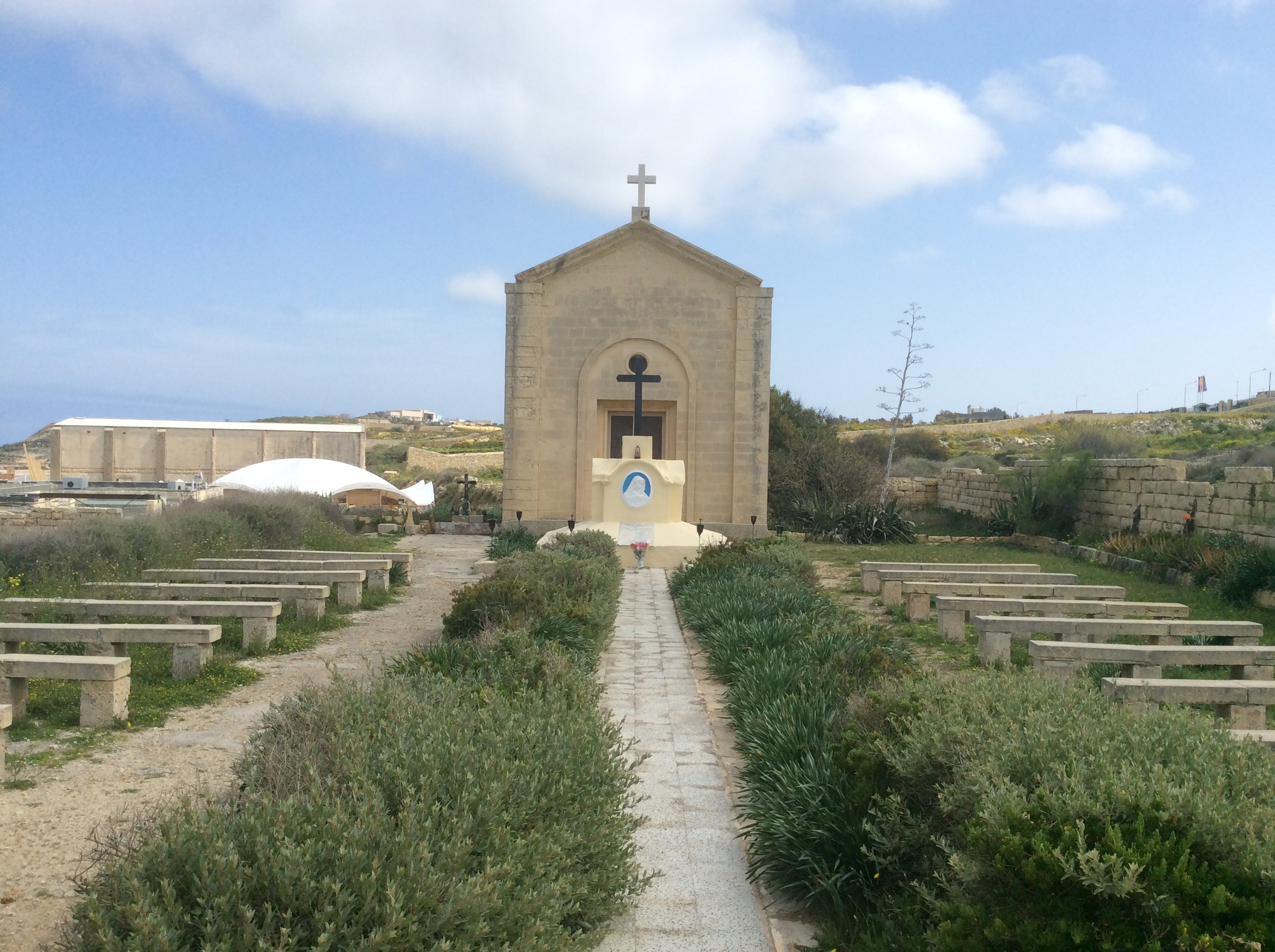
Ta' Wied Għammieq Chapel
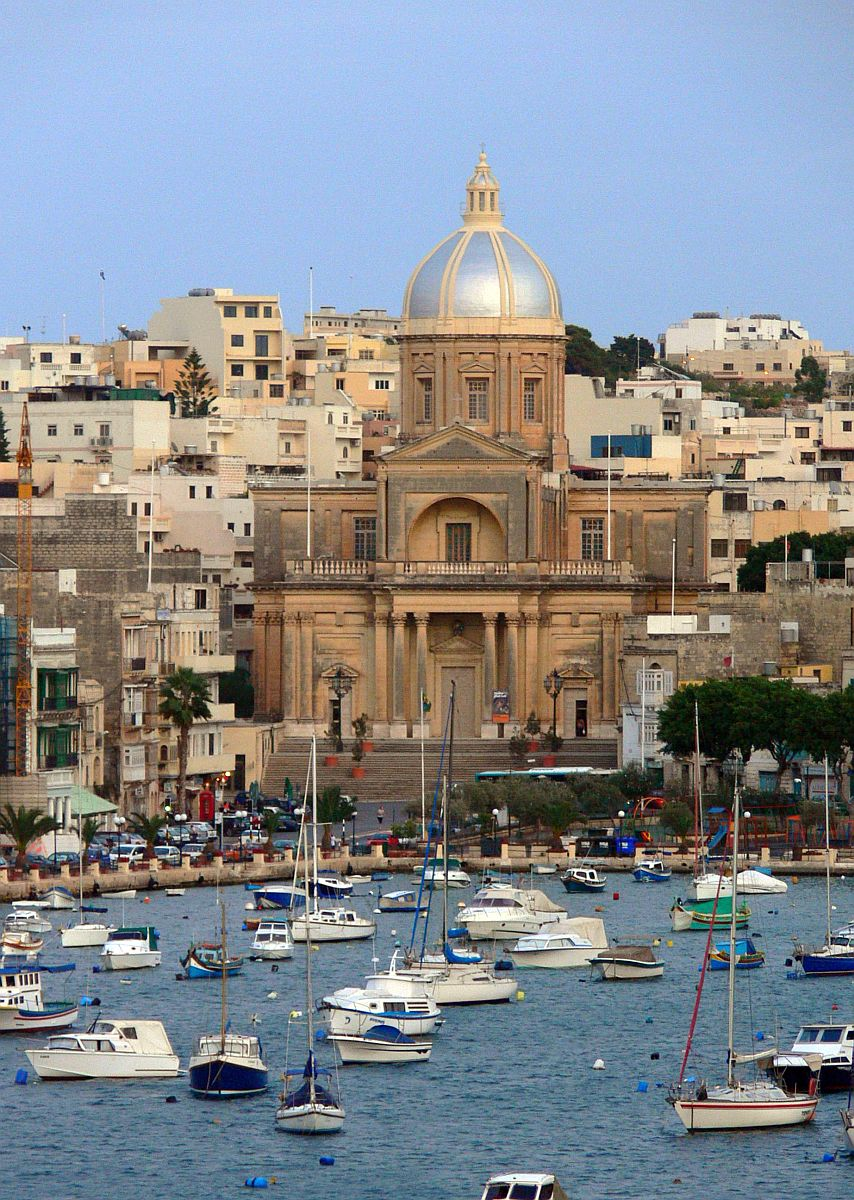
Kościół parafialny św. Józefa
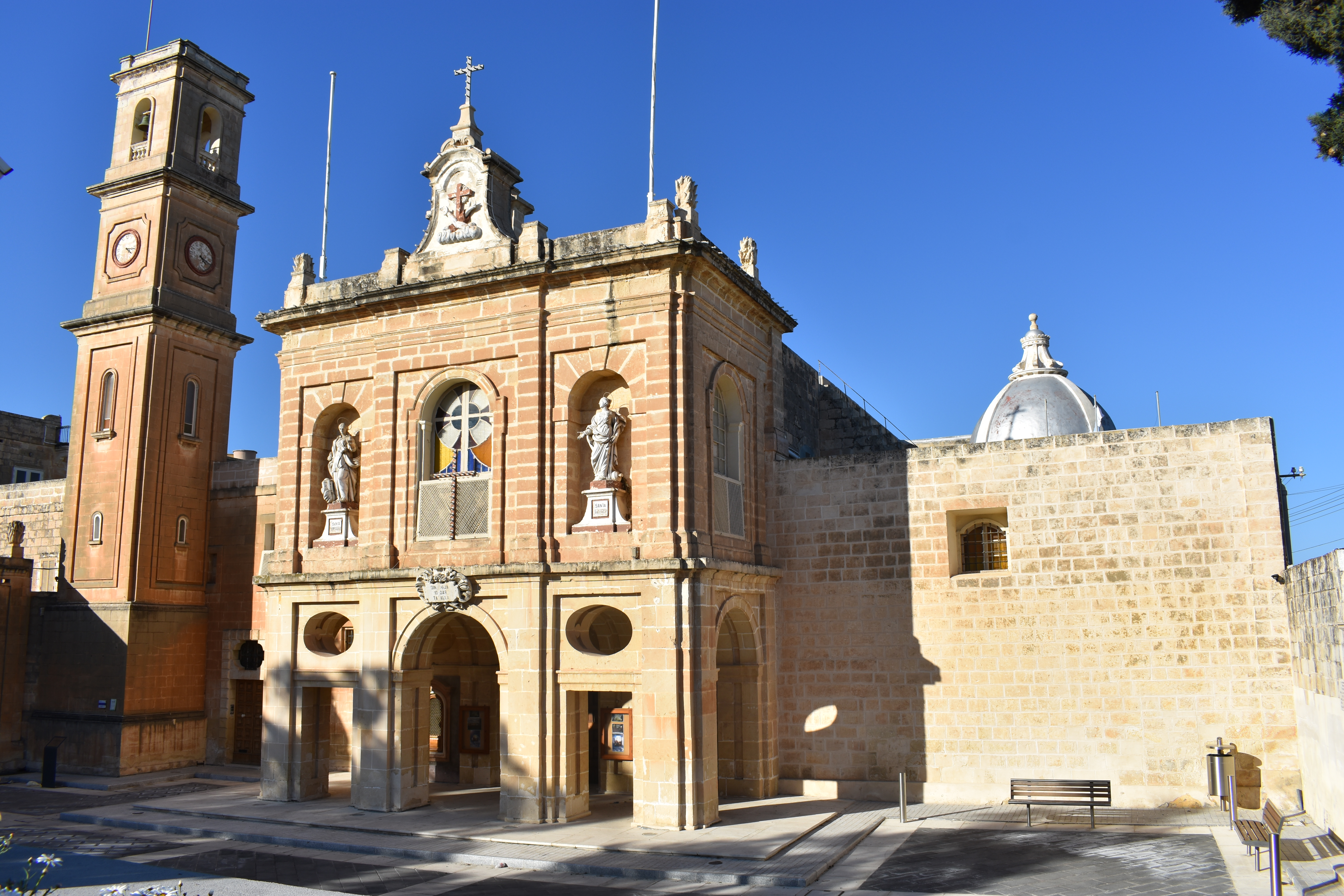
Kościół św. Barbary i braci kapucynów

## Sport
W miejscowości funkcjonuje klub piłkarski Kalkara F.C. Obecnie gra w trzeciej maltańskiej lidze - Maltese Second Division. 